# Улица Гагарина (Орехово-Зуево)
Улица Гагарина — одна из главных улиц города Орехово-Зуево Московской области.
Улица расположена в левобережной части города, соединяет Юбилейный проезд и улицу Дзержинского. Протяжённость — 2,1 км.

Нумерация ведётся от здания завода «Респиратор» (дом № 1), далее чётные номера — от перекрёстка с Юбилейным проездом, нечётные — от моста через реку Клязьма. Заканчивается перекрёстком с улицей Дзержинского.

## История
Улица получила своё название в 1968 году в память о первом космонавте Земли Ю. А. Гагарине, погибшем 27 марта 1968 года. На этой улице располагалось Орехово-Зуевское конструкторское бюро кислородного оборудования (с 1993 года — ОАО «КАМПО»), имевшее непосредственное отношение к разработке системы жизнеобеспечения пилотируемых космических кораблей «Восток» и развитию отечественной авиации и космонавтики.

Образована из бывших улиц Хасановской и Техники безопасности (начальный участок, застроенный в послевоенные годы) и возведённых рядом трассой проходившего вдоль берега реки Клязьмы старого Подгорнского шоссе (до нынешнего проезда Гагарина), с которых в 1962—1963 годах началась первая в Орехово-Зуево очередь крупнопанельного домостроения.

## Транспорт

### Автобусы
- № 5. Карболит — ул. Парковская (от ул. Матросова)
- № 8. Карболит — Холодильник
- № 9. Карболит — пос. Текстильщиков
- № 17. Карболит — ул. Лапина (от ул. Матросова)
- № 27. Вокзал — Фёдорово — Демихово
- № 41. Вокзал — Павловский Посад

### Маршрутные такси
- № 2. Вокзал — Карболит
- № 17. Карболит — ул. Лапина (от ул. Матросова)
- № 105. Карболит — ул. Парковская

## Учреждения
- № 8 — МОУ «Детский дом-школа»
- № 11 — МОУ «Детско-юношеская спортивная школа»
- № 15 — Управление МВД России «Орехово-Зуевское»
- № 21 — МОУ «Средняя общеобразовательная школа № 22»
- № 45 — ГБУ СО МО «Орехово-Зуевский городской социальный приют для детей и подростков»

## Интересные факты
На данной улице 4 апреля 2020 года при взрыве в жилом доме № 31 погибли три человека, ещё десять получили ранения.